# Mana (Musiker)

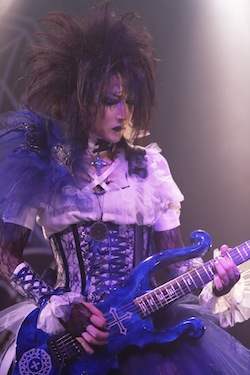
Mana (2011)

Mana (jap. マナ; * 19. März in der Präfektur Hiroshima) ist ein japanischer Musiker, Modedesigner und eine Persönlichkeit der japanischen Visual-Kei-Szene.

## Persönliches
Mana wurde am 19. März in Hiroshima geboren. Sein Geburtsjahr sowie seinen echten Namen hält er geheim. Der Künstlername Mana setzt sich ursprünglich aus den Kanji für Dämon, böser Geist (魔) und Name (名) zusammen und könnte grob als Name des Dämons (魔名) übersetzt werden, Autogramme leistet er jedoch in Katakana (マナ).
Seine Eltern waren Musiklehrer und brachten ihn schon früh mit klassischer Musik in Kontakt. Dieser Einfluss spiegelt sich auch in seiner Musik wider. In seinen Projekten vermischt er klassische Barockmusik mit Heavy Metal.
Mana spielt Schlagzeug (in Anlehnung an sein Jugendidol Tommy Lee von Mötley Crüe), E-Bass, E-Gitarre, Akkordeon, Synthesizer und Keyboard, komponiert und schreibt Texte. Seine Kompositionen sind von klassischen Elementen und den Einflüssen seiner Idole geprägt.

### Öffentliches Auftreten
In der Öffentlichkeit sieht man Mana selten lächeln oder sprechen. Bei Interviews flüstert Mana einem seiner Bandmitglieder ins Ohr und lässt ihn für sich antworten.
Mana besitzt und trug laut früheren Interviews privat Frauenkleidung, weil diese vielfältiger und aufwändiger sei als die von Männern. Nach eigener Aussage kleidet er sich derzeit aber nicht vornehmlich weiblich. Mana ist Model, sowohl für die von Moi-même-Moitié produzierten Elegant Gothic Aristocrat, die männlich-feminine, als auch die Elegant Gothic Lolita, die weiblich-puppenhafte Mode. Bei seinen Konzerten tragen er und seine Bandmitglieder überwiegend Kleider im Elegant Gothic Aristocrat-Stil.
Im Juli 2004 trat Mana zum ersten Mal in Europa auf, als er auf der JapanExpo in Paris eine Pressekonferenz mit anschließender Autogrammstunde gab.

## Aktivitäten

### Bands
- Ves.tearge
- GIRL’e
- 摩天楼 (Matenrō) (Bass)

### Malice Mizer
Mana war Mitbegründer (mit Közi), Leadgitarrist und Keyboarder der Band Malice Mizer mit dem Konzept „Was ist der Mensch?“ (人間とは?) und dem Versuch, mit Gitarren den Klang des Cembalos im Rock-Stil zu imitieren. Zunächst bekannt unter dem Namen Serina wechselte er seinen Namen zu Beginn von Malice Mizer und nannte sich von da an Mana. Er schrieb einen Großteil der Musik und einige Texte für Malice Mizer und hat die Musik und den Stil der Band beträchtlich beeinflusst und dominiert.

### Moi dix Mois
Nach der Trennung von Malice Mizer gründete Mana am 19. März 2002 sein Solo-Projekt Moi dix Mois, in dem er sein klassisch angehauchtes Rock-Konzept vertieft und seinen eigenen Stil verfeinert. Hier komponiert er die Musik, entwirft die Kostüme, schreibt die Texte und dirigiert die Produktion.

### Moi-même-Moitié
Mana machte den Gothic Lolita-Stil international bekannt. Er ist Begründer und Erfinder des Elegant Gothic Lolita- und Elegant Gothic Aristocrat-Stils und vertreibt diese Mode unter seinem 1999 gegründeten Modelabel Moi-même-Moitié.

### Midi:Nette
Midi:Nette ist das von Mana gegründete Independent-Musiklabel. Offiziell besteht das Label seit 1992. Zwischenzeitlich wurden Malice Mizer von dem Major-Label Columbia Records produziert, aber als Malice Mizer, nunmehr mit Sänger Klaha, in das Independent Geschehen zurückkehrten, nannte sich das Label Midi:Nette M+M. Als sich Malice Mizer schließlich 2001 trennten, nutzte Mana das Label für sein Soloprojekt Moi dix Mois und für die kurzlebige Band Schwarz Stein. Derzeit produziert Mana die Sängerin und Cellistin Kanon Wakeshima, die allerdings nicht bei seinem eigenen Label, sondern bei DefStar Records/Sony unter Vertrag steht.